# آنتن شیب‌دار
آنتن شیب‌دار یا آنتن شیب‌گر یک آنتن دوقطبی شیبدار است.

## مزایای
در حالی که دوقطبی‌های افقی به دو دکل پشتیبانی بزرگ نیاز دارند، این نوع آنتن فقط به یک دکل بزرگ نیاز دارد؛ بنابراین به‌طور گسترده توسط رادیو آماتورها با فضای محدود استفاده می‌شود. به ویژه برای فرکانس‌های پایین این شکل آنتن جالب است. زاویه شیب معمولاً بین 45 – ۶۰ درجه است و انتهای پایین سیم حداقل حداقل ۱⁄۶ بالای زمین الکتریکی است.
یک شیب‌دار معمولاً با یک کابل کواکسیال در مرکز، در بالای دکل پشتیبانی مرکزی تغذیه می‌شود. حداقل ۱⁄۴ خط تغذیه باید در زاویه ۹۰ درجه نسبت به آنتن باشد. همچنین امکان تغذیه نامتقارن آنتن وجود دارد. با توجه به الگوی تابش زاویه کم این آنتن، عملکرد خوبی برای تماس‌های راه دور (QSOs) (DX) دارد.